# Sibovia corona
Sibovia corona är en insektsart som beskrevs av Nielson et Godoy 1995. Sibovia corona ingår i släktet Sibovia och familjen dvärgstritar. Inga underarter finns listade i Catalogue of Life.